# 鹿児島市議会
鹿児島市議会（かごしましぎかい）は、鹿児島県の県庁所在地である鹿児島市に設置されている地方議会である。
議場は鹿児島市山下町の鹿児島市役所西別館に設置されている。

## 概要
- 定数：45人
- 任期：2024年4月28日満了
- 議長：川越桂路（自民党市議団）[3]
- 副議長：三反園輝男（市民連合）[3]
- 定例会：年4回招集（2月又は3月、6月、9月、11月又は12月）

## 会派
| 会派名       | 議席数 | 党派                              | 女性議員数 | 女性議員の比率(%) |
| ------------ | ------ | --------------------------------- | ---------- | ----------------- |
| 自民党市議団 | 17     | 自由民主党                        | 2          | 11.76             |
| 立憲社民     | 7      | 立憲民主党4、社会民主党2、無所属1 | 5          | 71.42             |
| 公明党       | 6      | 公明党                            | 2          | 33.33             |
| 市民連合     | 4      | 国民民主党2・無所属2              | 1          | 25                |
| 日本共産党   | 3      | 日本共産党                        | 1          | 33.33             |
| にじとみどり | 2      | 無所属                            | 0          | 0                 |
| 無所属       | 6      |                                   | 1          | 16.66             |
| 欠員         | 0      |                                   |            |                   |
| 現員         | 45     |                                   | 12         | 26.66             |

## 議員報酬等
| 役職                 | 議員報酬        | 政務活動費  |
| -------------------- | --------------- | ----------- |
| 議長                 | 月額 79万0000円 | 月額 15万円 |
| 副議長               | 月額 73万8000円 | 月額 15万円 |
| 常任委員会委員長     | 月額 69万6000円 | 月額 15万円 |
| 議会運営委員会委員長 | 月額 69万6000円 | 月額 15万円 |
| 議員                 | 月額 68万6000円 | 月額 15万円 |

- 別途、年2回期末手当あり
- 政務活動費の残金は市に返還する義務がある
- 議員年金は2011年（平成23年）6月1日で廃止されている

## 議会構成
- 常任委員会（定数各9人）
  - 総務環境委員会
  - 防災福祉こども委員会
  - 市民文教委員会
  - 産業観光企業委員会
  - 建設消防委員会
- 議会運営委員会（定数11人）
- 特別委員会（定数各11人）
  - 桜島爆発対策特別委員会
  - 都市整備対策特別委員会
  - 鹿児島港本港区のまちづくりに関する調査特別委員会